# Sándor Lorand
Sándor Lorand est un médecin et psychanalyste américain d'origine hongroise, né à Kassa, en actuelle Slovaquie, le 2 décembre 1893 et mort à Long Island le 29 juillet 1987.

## Biographie
Il fait des études de philosophie à l'université de Budapest, puis s'oriente vers des études de médecine dans la perspective de devenir gynécologue-obstétricien. Il suit les cours de Sándor Ferenczi à la faculté de médecine et évoque avec lui la théorie de suggestion hypnotique. Il travaille comme médecin, à l'hôpital de Kassa, et invite Ferenczi à la société médicale de la ville. Il fait une analyse avec Paul Federn, à Vienne.
Il quitte la Hongrie en 1925, après les changements politiques liés à l'annexion de Kassa par la Tchécoslovaquie après le traité de Trianon (1919), et s'installe aux États-Unis, grâce à l'invitation d'Abraham A. Brill. À New York, il pratique la psychanalyse et codirige le Jewish Hillside Hospital. Il est actif sur le plan des institutions psychanalytiques et est cofondateur, avec Abraham A. Brill, de l'institut psychanalytique de la New York Psychoanalytic Society, dont il devient président. Il est resté attaché aux idées de Ferenczi, garde des contacts amicaux avec ses compatriotes Géza Róheim et Michael Balint.

## Publications
- Technique of psychoanalytic therapy. New York, International Universities Press, 1946
- Clinical studies in psychoanalysis., New York, International Universities Press, 1950
- Adolescent: Psychoanalytic approach to problems and therapy, avec Henry Schneer, New York, Harper & Brothers, 1961.
- Psycho-analysis Today, Éd.: Rowlands Press, 2007,   (ISBN 1-406-74739-4)
- Interview with Lawrence Kolbn Sándor Lorand papers, Washington, Library of Congress, 1963[réf. souhaitée]